# نيا فيلادلفيا
ني فيلاديلفيا (Νέα Φιλαδέλφεια) هي مدينة في إقليم أتيكا في اليونان.

## المناخ
يظهر الجدول التالي التغييرات المناخية على مدار السنة لنيا فيلادلفيا:
| البيانات المناخية لـنيا فيلادلفيا | البيانات المناخية لـنيا فيلادلفيا | البيانات المناخية لـنيا فيلادلفيا | البيانات المناخية لـنيا فيلادلفيا | البيانات المناخية لـنيا فيلادلفيا | البيانات المناخية لـنيا فيلادلفيا | البيانات المناخية لـنيا فيلادلفيا | البيانات المناخية لـنيا فيلادلفيا | البيانات المناخية لـنيا فيلادلفيا | البيانات المناخية لـنيا فيلادلفيا | البيانات المناخية لـنيا فيلادلفيا | البيانات المناخية لـنيا فيلادلفيا | البيانات المناخية لـنيا فيلادلفيا | البيانات المناخية لـنيا فيلادلفيا |
| الشهر                             | يناير                             | فبراير                            | مارس                              | أبريل                             | مايو                              | يونيو                             | يوليو                             | أغسطس                             | سبتمبر                            | أكتوبر                            | نوفمبر                            | ديسمبر                            | المعدل السنوي                     |
| --------------------------------- | --------------------------------- | --------------------------------- | --------------------------------- | --------------------------------- | --------------------------------- | --------------------------------- | --------------------------------- | --------------------------------- | --------------------------------- | --------------------------------- | --------------------------------- | --------------------------------- | --------------------------------- |
| متوسط درجة الحرارة الكبرى °م (°ف) | 12.5 (54.5)                       | 13.5 (56.3)                       | 15.7 (60.3)                       | 20.2 (68.4)                       | 26.0 (78.8)                       | 31.1 (88.0)                       | 33.5 (92.3)                       | 33.2 (91.8)                       | 29.2 (84.6)                       | 23.3 (73.9)                       | 18.1 (64.6)                       | 14.1 (57.4)                       | 22.5 (72.6)                       |
| المتوسط اليومي °م (°ف)            | 8.7 (47.7)                        | 9.3 (48.7)                        | 11.2 (52.2)                       | 15.3 (59.5)                       | 20.7 (69.3)                       | 25.6 (78.1)                       | 28.0 (82.4)                       | 27.4 (81.3)                       | 23.3 (73.9)                       | 18.1 (64.6)                       | 13.7 (56.7)                       | 10.3 (50.5)                       | 17.6 (63.7)                       |
| متوسط درجة الحرارة الصغرى °م (°ف) | 5.2 (41.4)                        | 5.4 (41.7)                        | 6.7 (44.1)                        | 9.6 (49.3)                        | 13.9 (57.0)                       | 18.2 (64.8)                       | 20.8 (69.4)                       | 20.7 (69.3)                       | 17.3 (63.1)                       | 13.4 (56.1)                       | 9.8 (49.6)                        | 6.8 (44.2)                        | 12.3 (54.2)                       |
| الهطول مم (إنش)                   | 56.9 (2.24)                       | 46.7 (1.84)                       | 40.7 (1.60)                       | 30.8 (1.21)                       | 22.7 (0.89)                       | 10.6 (0.42)                       | 5.8 (0.23)                        | 6.0 (0.24)                        | 13.9 (0.55)                       | 52.6 (2.07)                       | 58.3 (2.30)                       | 69.1 (2.72)                       | 414.1 (16.31)                     |
| متوسط أيام هطول الأمطار           | 12.6                              | 10.4                              | 10.2                              | 8.1                               | 6.2                               | 3.7                               | 1.9                               | 1.7                               | 3.3                               | 7.2                               | 9.7                               | 12.1                              | 87.1                              |
| متوسط الرطوبة النسبية (%)         | 74.5                              | 72.2                              | 68.8                              | 61.7                              | 53.9                              | 46.1                              | 43.1                              | 45.3                              | 53.7                              | 66.1                              | 74.3                              | 76.1                              | 61.3                              |
| المصدر: http://www.hnms.gr        |                                   |                                   |                                   |                                   |                                   |                                   |                                   |                                   |                                   |                                   |                                   |                                   |                                   |

## معرض صور

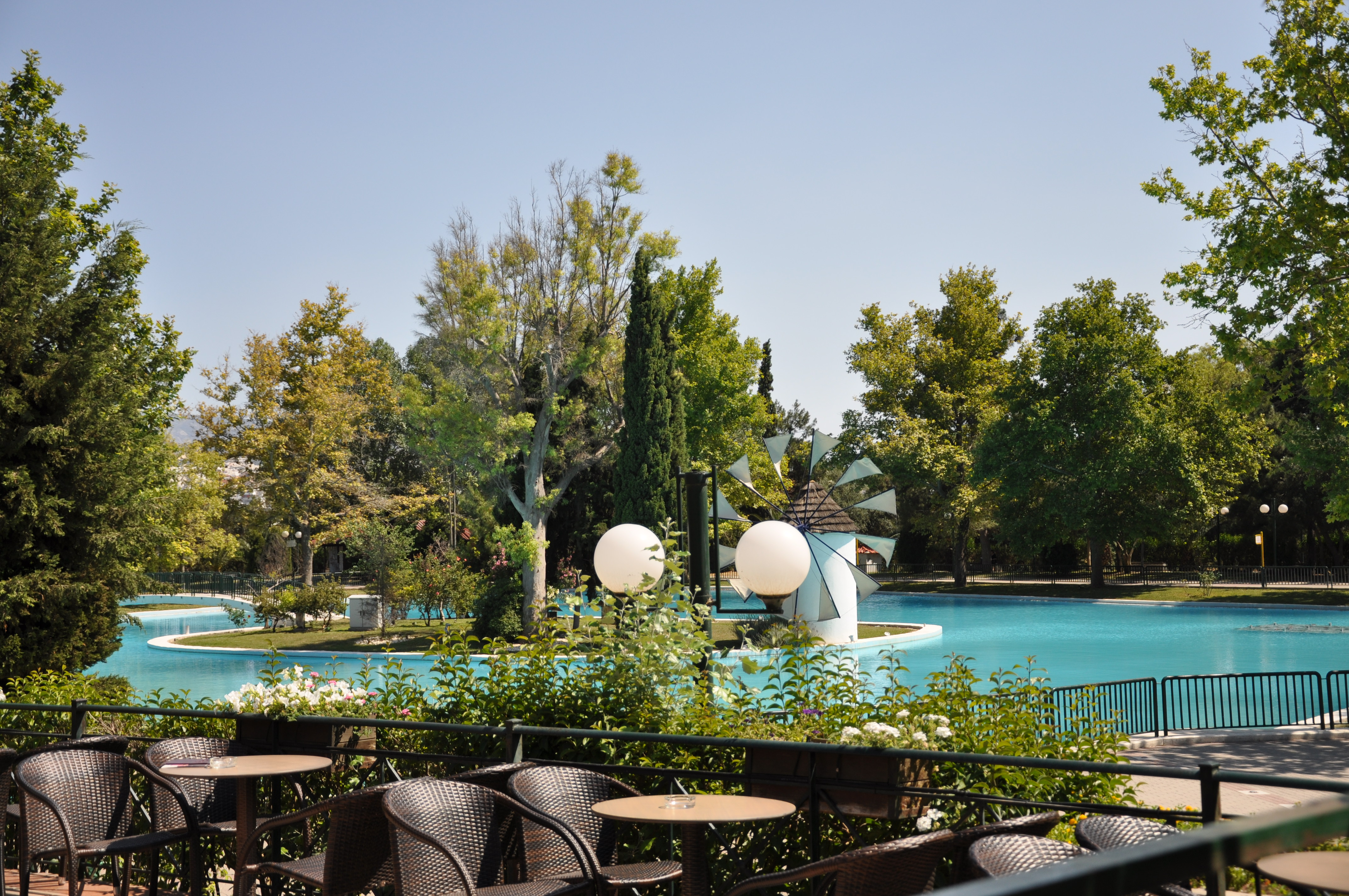
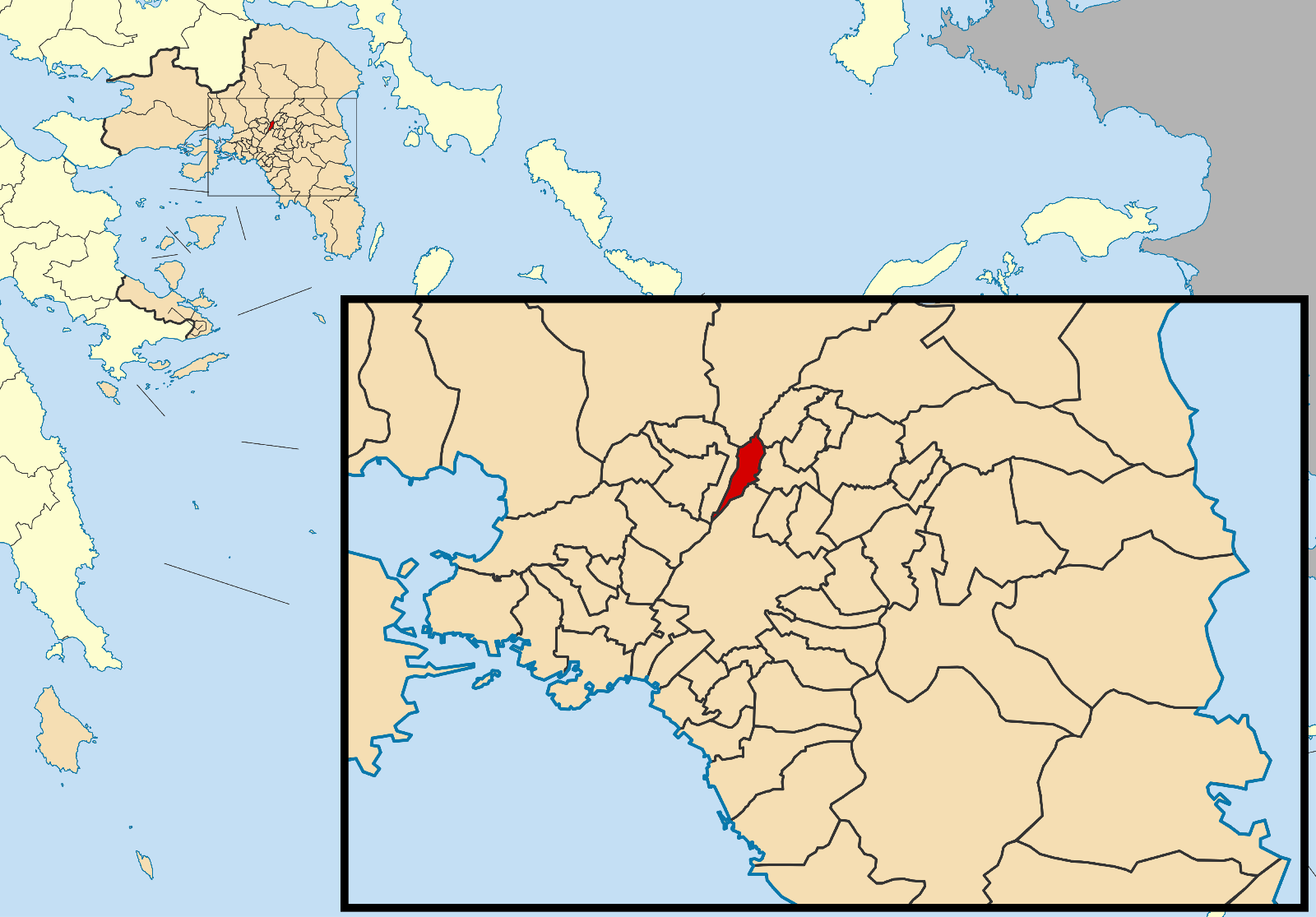
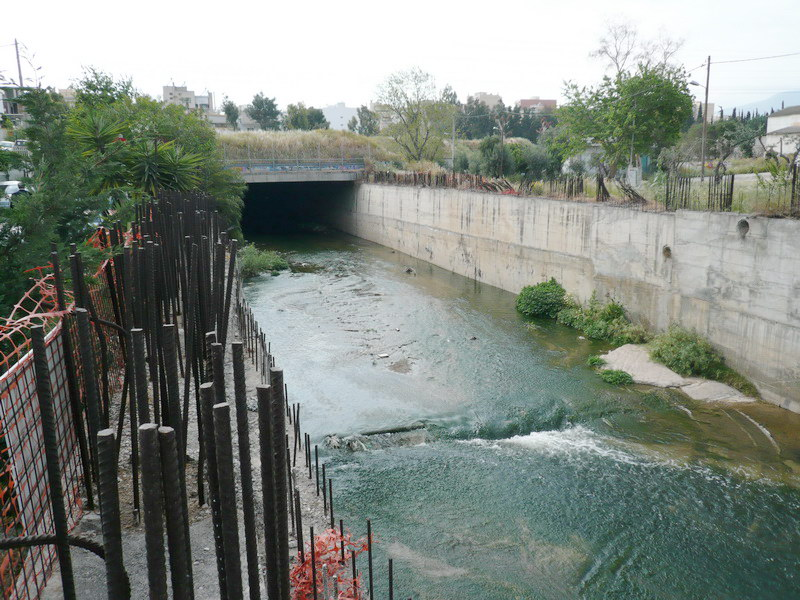
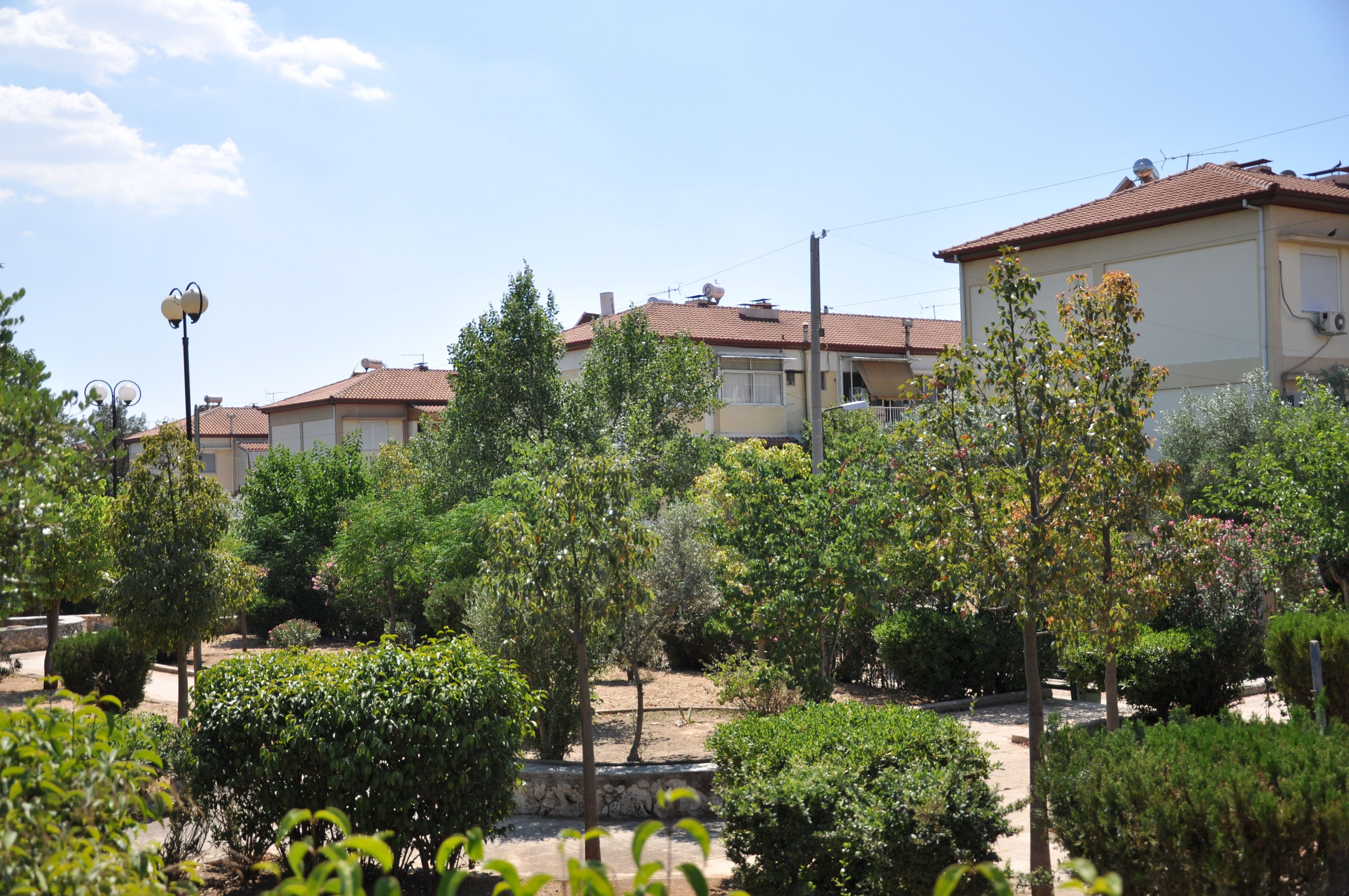

- ملف:Nikos Goumas Main.gif